# Regilde
Regilde é uma povoação portuguesa do Município de Vilarinho sede da Freguesia de Vilarinho, freguesia com 3,08 km² de área e 4 habitantes (censo de 2021), tendo, por isso, uma densidade populacional de 1,3 hab./km².
Santa Comba de Regilde pertencia em 1839 ao concelho de Guimarães, em 1852 ao concelho de Barrosas e em 1853 aparece no concelho (atual município) de Vilarinho..  A festa em honra a Santa Comba celebra-se a 20 de Julho.

## Demografia
A população registada nos censos foi:
| Distribuição da População por Grupos Etários | Distribuição da População por Grupos Etários | Distribuição da População por Grupos Etários | Distribuição da População por Grupos Etários | Distribuição da População por Grupos Etários |
| -------------------------------------------- | -------------------------------------------- | -------------------------------------------- | -------------------------------------------- | -------------------------------------------- |
| Ano                                          | 0-14 Anos                                    | 15-24 Anos                                   | 25-64 Anos                                   | > 65 Anos                                    |
| 2001                                         | 266                                          | 180                                          | 613                                          | 105                                          |
| 2011                                         | 229                                          | 166                                          | 728                                          | 161                                          |
| 2021                                         | 148                                          | 141                                          | 675                                          | 218                                          |